# Nicholas Liverpool

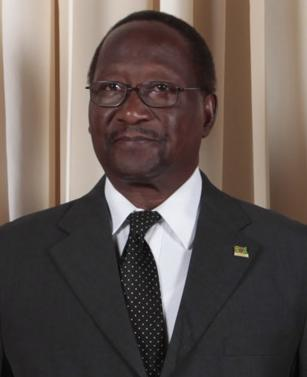
Nicholas Liverpool

Nicolas Joseph Orville Liverpool (* 9. September 1934 in Grand Bay; † 1. Juni 2015 in Miami, Florida) war ein dominicanischer Politiker (parteilos). Er war von 2003 bis 2012 Präsident von Dominica.
1957 trat er in die University of Hull ein und erhielt 1960 den Bachelor of Laws. 1965 erhielt er dann nach erfolgreichem Studium an der University of Sheffield den Doktorgrad Ph.D.
Im Jahr 1998 wurde er zum Botschafter Dominicas in den Vereinigten Staaten erklärt und übte dieses Amt bis 2001 aus.
Vom 2. Oktober 2003 bis zum 17. September 2012 war er Präsident von Dominica. Nachdem er aus gesundheitlichen Gründen zurückgetreten war, folgte ihm Eliud Williams im Amt.